# Rātana
Rātana – synkretyczny maoryski nowy ruch religijny o charakterze religijno-politycznym, działający w Nowej Zelandii. Obecnie liczy około 30 tysięcy wyznawców.
Twórcą ruchu był Tahupōtiki Wiremu Rātana (1873–1939), maoryski farmer, należący do kościoła metodystów. W 1918 roku miał mu się objawić Bóg, z nakazem nawracania i uzdrawiania ludu maoryskiego. Tahupōtiki Wiremu Rātana odrzucił wiarę w moc tapu i autorytet kapłanów tohunga, głosząc ponadplemienne orędzie o wierze w jednego Boga i odnowie moralnej, a także dokonując cudownych uzdrowień. Ostatecznie w 1920 roku założył własny kościół w swojej rodzinnej wsi Rātana Pā niedaleko Wanganui. Po podróży do Wielkiej Brytanii w 1924 roku, kiedy to bezskutecznie próbował skarżyć się królowi Jerzemu V na odbieranie Maorysom ziemi i łamanie przez władze Nowej Zelandii traktatu z Waitangi, w 1925 roku Rātana zerwał ostatecznie wszelkie związki z „białymi” kościołami i zarejestrował swoją wspólnotę jako odrębny związek wyznaniowy.

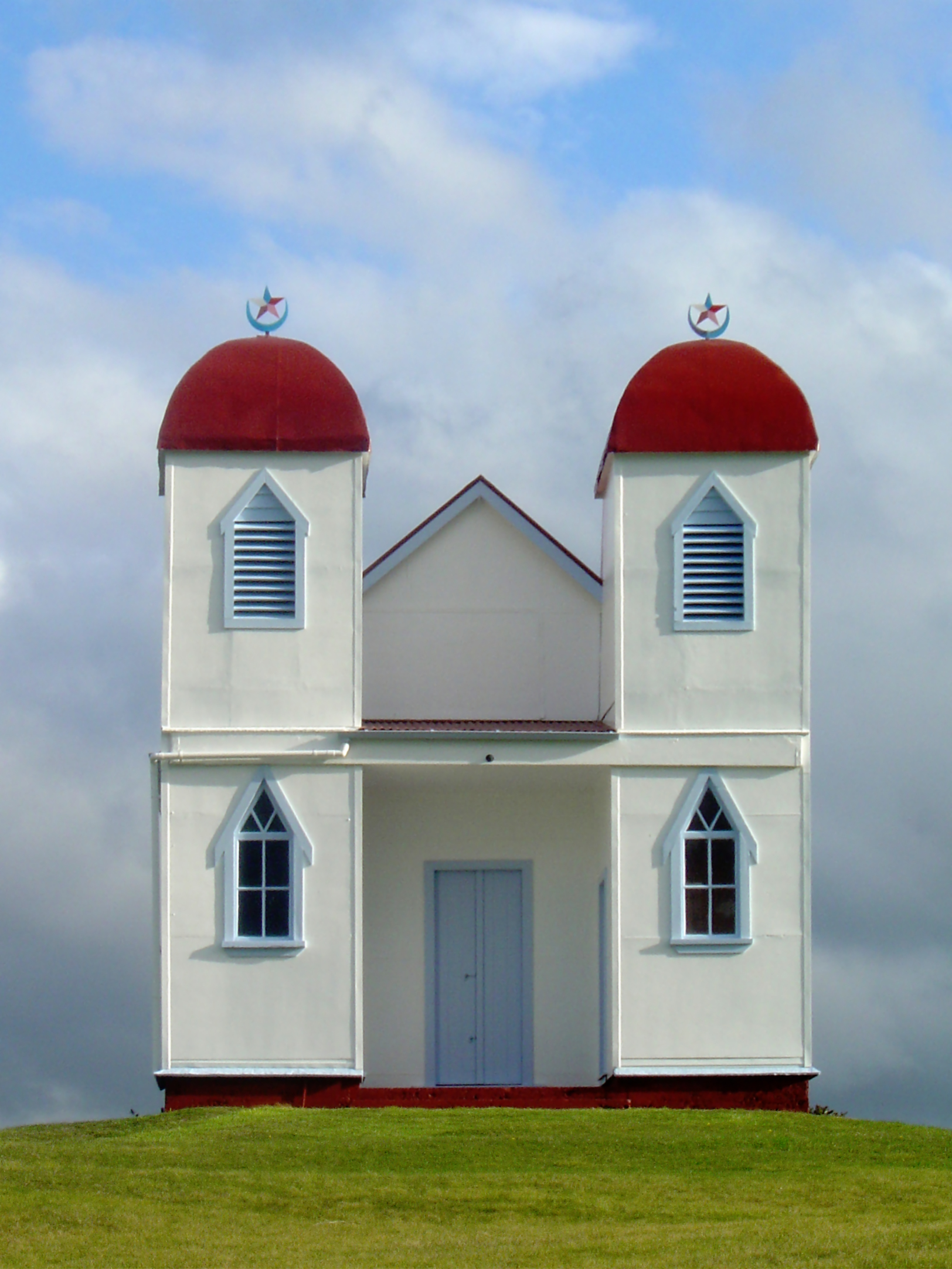
Świątynia kościoła Rātana w miejscowości Raetihi

Doktryna kościoła Rātana wywodzi się z tradycji chrześcijańskiej, oparta jest na autorytecie Biblii oraz wierze w Trójcę Świętą i kulcie osoby Tahupōtiki Wiremu Rātany jako bożego proroka. Ceremoniał i hierarchia duchowna stanowią kombinację elementów zapożyczonych z anglikanizmu i metodyzmu. Od czasu śmierci Rātany kościołem zarządza zbiorowo komitet wykonawczy, odpowiedzialny przed synodem na czele którego stoi prezydent. Główna świątynia mieści się w Rātana Pā. Jest ona nie tylko miejscem kultu, ale też zbiornikiem mocy mana. Co roku odbywają się w niej uroczyste obchody dwóch najważniejszych świąt religijnych: urodzin Rātany (25 stycznia) i rocznicy jego objawień (8 listopada).
Począwszy od 1922 roku ruch Rātana bierze aktywny udział w życiu politycznym. W 1931 roku po raz pierwszy udało mu się wprowadzić swojego posła do nowozelandzkiego parlamentu, a w latach 1943–1963 jego przedstawiciele zajmowali wszystkie cztery miejsca ustawowo przewidziane dla mniejszości maoryskiej.